# Garorock

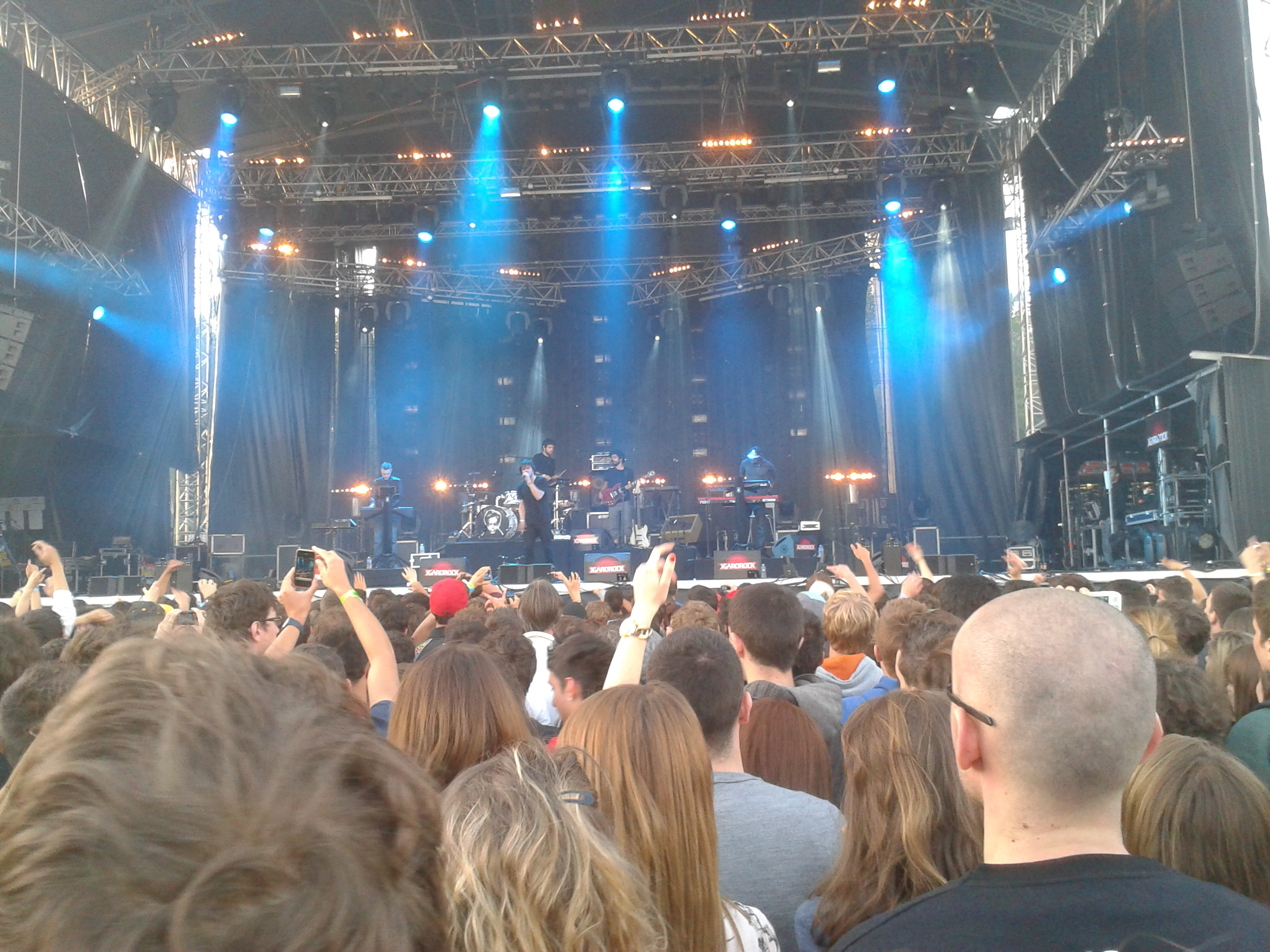
Orelsan live

Garorock ist ein Open-Air-Festival in Marmande, Region Nouvelle-Aquitaine in Frankreich. Garorock steht für den Fluss Garonne und Rockmusik. Es finden aber auch Rap, Reggae und Elektronische Tanzmusik statt.
Das Festival wurde 1997 erstmals als Rock- und Punkfestival im ehemaligen Schlachthofgelände in Marmande abgehalten. Das Festival wurde größer und auch mehrtägig bei 3 bis 4 Bühnen, und 2012 zog man auf das Freiareal Plaine de la Filhole nahe der Stadt. Etwa 50 000 Besucher kommen jedes Jahr.

## Künstler (Auswahl)
- 1997: Le Sheriff, Les Wampas, Headcleaner, Banlieue Rouge
- 1998: Celtas Cortos, Fermin Muguruza, Ludwig von 88, Flor del Fango
- 1999: Matmatah, Fabulous Trobadors, Linton Kwesi Johnson, The Skatalites
- 2000: U-Roy, Les Caméléons, Marcel et son orchestre
- 2001: Chokebore, La Ruda, Pigzwilltoast, Watcha
- 2002: Mass Hysteria, Les Wampas, Babylon Circus, Burning Heads
- 2003: Ska-P, Les Ogres de Barback, Lofofora, High Tone
- 2004: Freestylers, Nomeansno, Mardi Gras.bb, Enhancer
- 2005: Max Romeo, Popa Chubby, DJ Vadim, Mano Solo
- 2006: Les Ogres de Barback, Têtes Raides, Seeed
- 2007: Public Enemy, !!!, Deftones, Digitalism, Vitalic
- 2008: Method Man&Redman, Birdy Nam Nam, CocoRosie
- 2009: Ice Cube, Babyshambles, Radio Moscow, Keziah Jones
- 2010: De La Soul, Mos Def, The Bloody Beetroots, Sepultura
- 2011: The Streets, Crookers, Raekwon, Apocalyptica, Magnetic Man
- 2012: The Offspring, Cypress Hill, NOFX, Metronomy
- 2013: Paul Kalkbrenner, Iggy Pop, Bloc Party, Mika
- 2014: Phoenix, Franz Ferdinand, Massive Attack, Skrillex
- 2015: ASAP Rocky, Die Antwoord, Tale Of Us, Alt-J
- 2016: Muse, Disclosure, Ratatat, The Hives, Jamie xx
- 2017: Justice, Phoenix, M.I.A., Foals, London Grammar
- 2018: Indochine, Marilyn Manson, Macklemore, DJ Snake
- 2019: Marshmello, Ben Harper, DJ Snake, Sum 41, Interpol